# Верблюжа боротьба

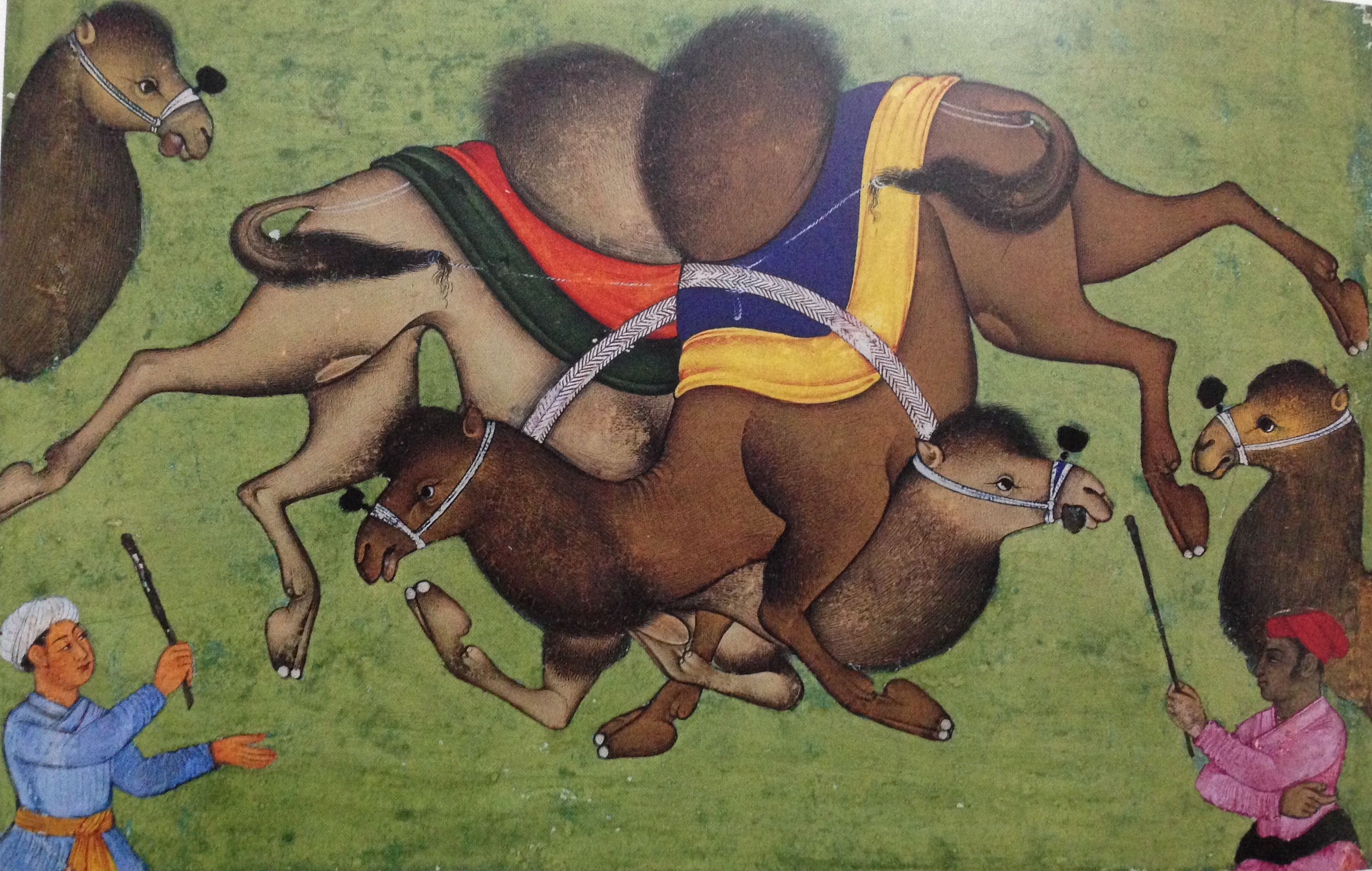
Боротьба з верблюдами, Індія, бл. 1680 рік. Bibliothèque nationale de France, Париж.

Верблю́жа боротьба́ (турецька deve güreşi) - вид спорту, в якому два самці верблюдів (зазвичай гібрид Camelus bactrianus і Camelus dromedarius) борються за самицю в еструсі, яку проводять перед ними. Найчастіше зустрічається в Егейському регіоні Туреччини, але практикується і в інших частинах Близького Сходу та Південної Азії. 

## Історія

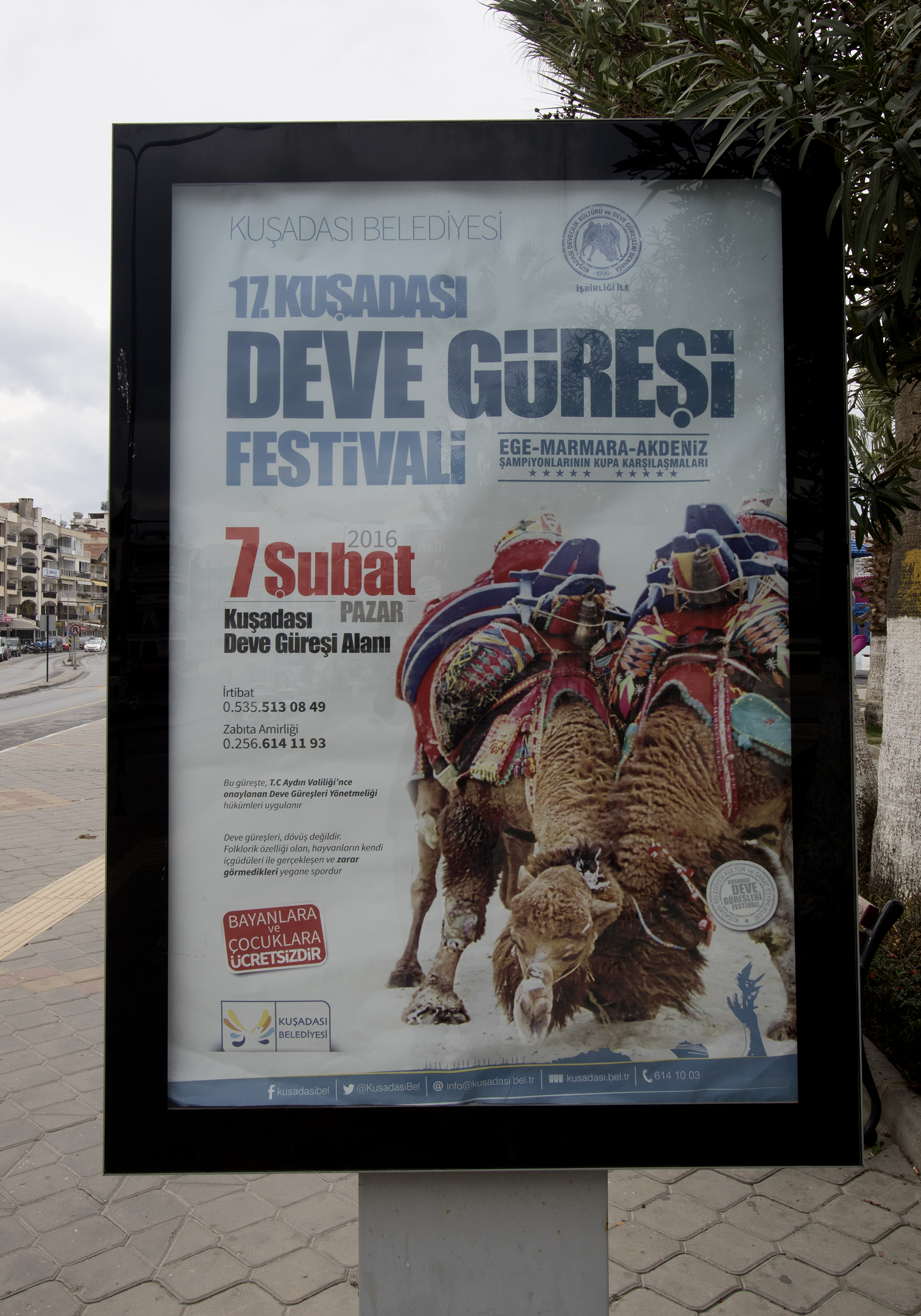
Реклама події

Бій з верблюдами зародився серед древніх тюркських племен понад 2400 років тому.  Верблюди також борються в дикій природі, тому практика мала місце ще до того, як її вперше організували кочівники. У 1920-х роках Турецька національна авіаційна ліга проводила бої з верблюдами для збору коштів, щоб придбати літаки для уряду Туреччини. Уряд Туреччини почав перешкоджати цій боротьбі у 1920-х роках, оскільки вона занадто регресивна. У 1980-х роках новий уряд Туреччини навпаки почав заохочувати змагання як частину історичної культури Туреччини. Боротьба верблюдів також була популярною подією на виставці «Лахорські коні та худоба», але цю боротьбу виключили з програми під час візиту королеви Єлизавети II в 1961 році, оскільки вона вважалася «надто жорстокою» для королеви.

## Деталі події
Самці поводяться на боротьбі природнім чином, як під час шлюбного сезону. Верблюди борються, використовуючи шиї як важіль, щоб змусити опонента впасти. Верблюд оголошується переможцем, якщо його конкурент впаде на землю або втече з поля бою. Більшість бойових верблюдів розводять в Ірані чи Афганістані. 
Станом на 2011 рік, в Туреччині є близько 2000 верблюдів (або тулу), вирощених спеціально для змагань. Успішного верблюда можна продати за понад 20 000 доларів.
Бої можуть бути небезпечними для глядачів, якщо верблюди намагаються тікати через натовп. Інколи між господарями верблюдів розгоряються сутички.
Щороку триває тридцять фестивалів у Егейській Туреччині з листопада по березень. Приблизно сто бойових верблюдів беруть участь у цих заходах, кожен верблюд змагається приблизно в десяти матчах. Події завжди відбуваються по неділях на футбольних стадіонах і бої зазвичай тривають по десять хвилин. Наприкінці сезону часто проводиться турнір чемпіонів, у якому змагаються найкращі верблюди. Багато міжнародних туристів відвідують заходи, що робить їх ключовою частиною туристичної галузі Західної Анатолії. Окрім туристичної цінності, боротьба з верблюдами — одна з найпопулярніших розваг серед сільських жителів Західної Туреччини.
Кілька організацій з прав тварин розкритикували боротьбу, характеризуючи її як жорстоку до тварин.